# Denkmal der Kinder – Opfer des Holocausts

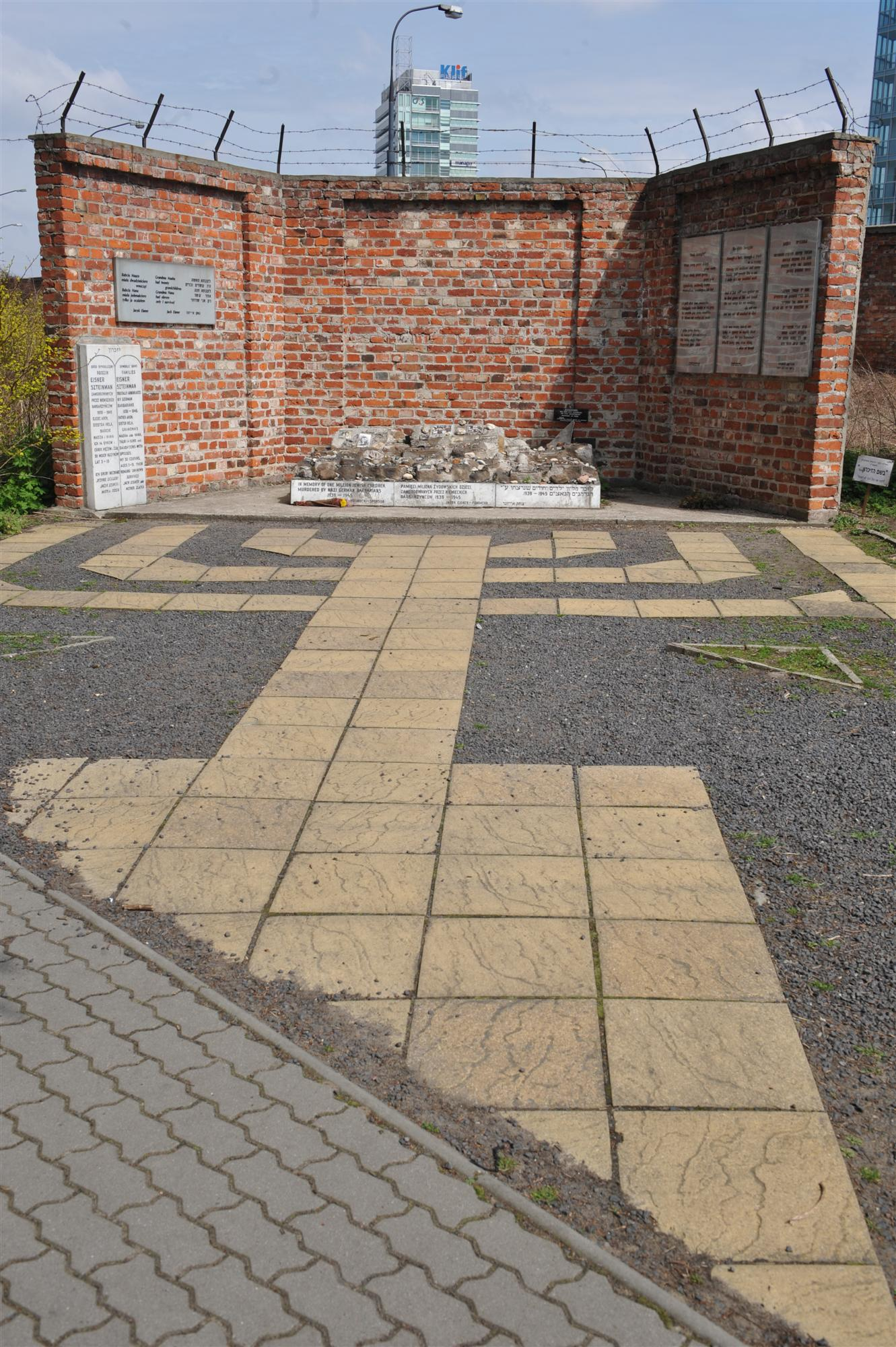
Das Denkmal der Kinder – Opfer des Holocausts in Warschau

Das Denkmal der Kinder – Opfer des Holocausts ist ein Denkmal auf dem jüdischen Friedhof an der Okopowa-Straße in Warschau, das den Kindern, die Opfer des Holocausts wurden, gewidmet ist. 

## Geschichte
Das Denkmal wurde von Jacek Eisner finanziert. In seiner Form erinnert es an eine hohe Ghettomauer mit Stacheldraht. Zum Denkmal führen Platten in Gestalt einer Menora. Im unteren Teil befinden sich Trümmer des Ghettos, an deren Oberfläche Fotos von während des Zweiten Weltkrieges umgekommenen Kindern eingefügt wurden. Das Denkmal ist mit einer Tafel mit Inschrift in polnischer, hebräischer und englischer Sprache versehen: Zur Erinnerung an eine Million jüdische Kinder, die von den deutschen Barbaren in den Jahren 1939–1945 ermordet wurden. Eines der Fotos stellt ein in Gedanken versunkenes Mädchen in karierter Kleidung mit einer Münze dar: Dies ist die Tochter Chaskiel Bronsteins, der das Fotostudio Fotografika in Tarnów (Polen) führte und der in der Erzählung Mercedes Benz von Paweł Huelle erwähnt wurde.
Hier befindet sich auch das symbolische Grab der Familie Szteinman, die während des Holocaust ermordet wurde, sowie zwei Gedenktafeln:
- die erste Tafel mit einer Inschrift in polnischer, hebräischer und englischer Sprache: Oma Masza hatte zwanzig Enkelkinder. Oma Hana hatte elf und nur ich überlebte. Jacek Eisner.
- die zweite Tafel mit dem Gedicht von Henryka Łazowertówna Kleiner Schmuggler (pol. Mały szmugler) in polnischer, hebräischer und englischer Sprache